# Paul Riege
Paul Eduard Harry Riege (Lüdingworth, 27 april 1888 - Westerland, 13 oktober 1980) was een Duitse officier en SS-Gruppenführer en Generalleutnant in de politie tijdens de Tweede Wereldoorlog. Hij was Befehlshaber der Ordnungspolizei (BdO) in Noorwegen, Polen en Tsjecho-Slowakije. 
Riege schreef een handboek voor politieagenten en populairwetenschappelijk verhandelingen over de geschiedenis van de politie, die zowel tijdens het nationaalsocialistische tijdperk als in de Bondsrepubliek in vele edities gedrukt werden.

## Leven
Op 27 april 1888 werd Paul Riege in Lüdingworth geboren. Hij was de oudste van vier zonen en twee dochters van de pastoor Heinrich Riege en zijn vrouw Auguste (geboortenaam Bussenius). Op 1 oktober 1908 meldde hij zich als Einjährig-Freiwilliger aan bij het Pruisische leger, en werd geplaatst bij het Kurhessisches Jäger-Bataillon Nr. 11. 

### Eerste Wereldoorlog
Op 13 maart 1914 trouwde Riege met Henny Harries. Het echtpaar kreeg een zoon. Hij werd toegewezen aan het Reserve Infanterie-Regiment Nr 1. Tijdens zijn dienst in het regiment werd hij ziek en ging voor herstel naar het veldhospitaal Allenstein. Na zijn herstel werd Riege als instructeur geplaatst in het militair oefenterrein Döberitz.
Op 15 januari 1915 overleed zijn vrouw. Hierna werd hij geplaatst bij het Spionageabwehr in de staf van het Oberkommando Ost (vrije vertaling: Opperbevel Oost). Op 23 september 1915 werd Riege bevorderd tot Oberleutnant der Reserve (eerste luitenant der militaire reserve). Hierop volgend werd hij benoemd tot adjudant van de chef van de Geheime Feldpolizei in het Oberkommando Ost. Hierna was Riege chef van het Abwehrbezirk Grodno. Vanaf december 1917 tot december 1918 was hij chef van de Spionageabwehr d. Deutschen Nordostfront/OAK 10. Op 18 september 1918 werd Riege bevorderd tot Hauptmann der Reserve (kapitein der militaire reserve). Na zijn bevordering werd hij benoemd tot directeur van de Geheime Feldpolizei en chef in de Abwehr van het Oberkommando Grenzschutz Nord. 

### Interbellum
Na de Eerste Wereldoorlog werd Riege benoemd tot directeur van de grenspolitie voor Oost-Pruisen. Hij werd na de Kapp-putsch geschorst. Vanaf 20 oktober 1920 tot 1921 diende hij als Polizeihauptmann (kapitein in de politie) en commandant van een 5. Hundertschaft (vergelijkbaar met een peloton) in de politie van afdeling Linden van de Schutzpolizei in Berlijn. Hierna volgde zijn overplaatsing naar de politieschool Brandenburg/Havel, waar hij als leraar te werk was gesteld. Op 23 december 1922 trouwde Riege met Dorothea Graeser. Het echtpaar kreeg een dochter en een zoon. Op 24 december 1923 werd Riege bevorderd tot Polizeimajor (majoor in de politie). Vanaf september 1925 tot 25 september 1926 was hij leraar op de politieschool Eiche. 
Na de overname van de macht door de nationaalsocialisten werd Riege op 1 mei 1933 lid van de NSDAP. Later werd hij ook lid van de Schutzstaffel. Hij werd als SS-Bewerber (kandidaat lid) ingeschaald. Op 1 januari 1934 werd hij bevorderd tot Polizeioberstleutnant (luitenant-kolonel in de politie). Na zijn bevordering werd hij toegewezen aan de politiegroep West van de Schutzpolizei in Berlijn. Op 15 september 1936 werd hij benoemd tot IdO Breslau (Inspekteur der Ordnungspolizei) van Breslau. Hij diende in deze functie tot 20 april 1940. 

### Tweede Wereldoorlog
Hierna volgde op 20 april 1939 zijn benoeming tot BdO Oslo (Befehlshaber der Ordnungspolizei) van Oslo. In oktober 1940 werd hij afgelost door de Generalmajor der Polizei August Meyszner. Zijn directe chef was de HSSPF Nord, Noorwegen, SS-Obergruppenführer Fritz Weitzel, die in juni 1940 werd opgevolgd door de HSSPF SS-Obergruppenführer Wilhelm Rediess, die deze functie tot het einde van de oorlog bekleedde.
Vanaf oktober 1940 volgde hij Generalmajor der Polizei Herbert Becker op als BdO Ost in het Generaal-gouvernement in Krakau. Zijn directe chef was de HSSPF SS-Obergruppenführer Friedrich-Wilhelm Krüger. Op 12 augustus 1941 werd Riege benoemd tot BdO Prag. Hij diende onder de HSSPF Böhmen-Mähren de SS-Obergruppenführer Karl Hermann Frank. Rieges voorganger in Praag was de Generalmajor der Polizei Otto von Oelhafen. Hij werd opgevolgd door de Oberst Rudolf Mueller-Boenigk.
Na de moord op Heydrich, werd Rieges dienst in Praag gekenmerkt door interne wrijving tussen Frank en Daluge, de laatste was benoemd tot Heydrichs opvolger. Volgens Frank was Riege "een goede politieofficier, maar een zeer slechte politicus en een politiek kind". Riege ondersteunde het bloedbad in Lidice dat volgde op de moord op Heydrich door meer dan 200 manschappen van de Ordnungspolizei beschikbaar te stellen. Op 14 september 1943 werd Riege door Heinrich Himmler geschorst. Hij werd afgelost door de Generalleutnant der Polizei Ernst Hitzegrad.

## Na de oorlog

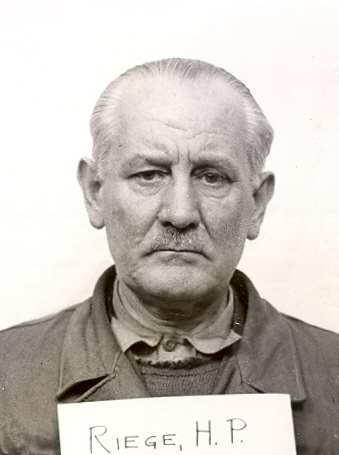
Paul Riege als getuige tijdens de Processen van Neurenberg.

Na het einde van de oorlog werd Riege op 26 februari en 9 april 1947 ondervraagd als onderdeel van de Processen van Neurenberg. Hij woonde in het noorden van Nedersaksen. In 1948 richtte hij de Bund der verdrängten Beamten im Deutschen Beamtenbund (VERBAOST) op; een vereniging van beambten die hun baan hadden verloren als gevolg van vlucht en uitzetting of in het kader van denazificatie. Riege was voorzitter van de vakcommissie “Politiegeschiedenis” van de vakgroep politie. De vorming van deze commissie van vakmensen, werd waarschijnlijk door de voormalige SS-Gruppenführer en Generalleutnant der Ordnungspolizei Adolf von Bomhard gestimuleerd. In zijn publicatie van het Kleinen Polizei-Geschichte, dat tussen 1954 en 1966 in minstens drie edities verscheen, probeerde Riege een beeld te schetsen van de "sauberen Schutzpolizei".
Riege schreef samen met coauteur Karl Lautenschläger het Polizei : Schutz, Ordnung, Sicherheit ; Dienstliche Winke für den Straßenpolizeibeamten (Kameradschaft, Berlijn 1942). Na het einde van de Tweede Wereldoorlog werd deze literatuur in de Sovjet-bezettingszone officieel op de lijst van verboden literatuur gezet.
Over het verdere verloop van zijn leven is niets bekend. Op 13 oktober 1980 stierf Riege in Westerland.

## Carrière
Riege bekleedde verschillende rangen in zowel de Polizei als Allgemeine-SS. De volgende tabel laat zien dat de bevorderingen niet synchroon liepen.
| Datums                                                                       | Pruisische leger          | Polizei                                        | Allgemeine-SS    |
| ---------------------------------------------------------------------------- | ------------------------- | ---------------------------------------------- | ---------------- |
| 1 oktober 1908                                                               | Einjährig-Freiwilliger    | —                                              | —                |
| 1909                                                                         | Gefreiter                 | —                                              | —                |
| 1909                                                                         | Oberjäger                 | —                                              | —                |
| 1909                                                                         | Vizefeldwebel der Reserve | —                                              | —                |
| 1910                                                                         | Fähnrich                  | —                                              | —                |
| 23 mei 1911 (met Patent van 1 mei 1909)                                      | Leutnant                  | —                                              | —                |
| 1 januari 1912                                                               | Leutnant der Reserve      | —                                              | —                |
| 1 januari 1912                                                               | —                         | Polizeioffizieranwärter                        | —                |
| Juli 1913                                                                    | —                         | Polizeileutnant                                | —                |
| 23 september 1915                                                            | Oberleutnant der Reserve  | —                                              | —                |
| 18 september 1918                                                            | Hauptmann der Reserve     | —                                              | —                |
| 20 oktober 1920                                                              | —                         | Polizeihauptmann                               | —                |
| 24 december 1923 (met ingang van 1 oktober 1923 en RDA van 24 december 1923) | —                         | Polizeimajor                                   | —                |
| 1 januari 1934                                                               | —                         | Polizeioberstleutnant                          | —                |
| 20 april 1935 (met ingang van 1 april 1935 en RDA van 20 april 1935)         | —                         | Oberst der Schutzpolizei                       | —                |
| 1 december 1938                                                              | —                         | —                                              | SS-Bewerber      |
| 20 april 1939                                                                | —                         | Charakter als Generalmajor der Ordnungspolizei | —                |
| 20 april 1939                                                                | —                         | —                                              | SS-Mann          |
| 20 april 1939                                                                | —                         | —                                              | SS-Oberführer    |
| 9 november 1939 (met ingang van 1 november 1939 en RDA van 9 november 1939)  | —                         | Generalmajor der Ordnungspolizei               | —                |
| 20 april 1940                                                                | —                         | —                                              | SS-Brigadeführer |
| 9 november 1940 (met ingang van 1 november 1940 en RDA van 9 november 1940)  | —                         | Generalleutnant der Polizei                    | —                |
| 9 november 1940                                                              | —                         | —                                              | SS-Gruppenführer |

## Lidmaatschapsnummers
- NSDAP-nr.: 2658727[8] (lid geworden 1 mei 1933[2])
- SS-nr.: 323872[8] (lid geworden 20 april 1939[14], Riege was als SS-Bewerber (kandidaat lid), op 1 december 1938 al aangemeld bij de SS[2])

## Onderscheidingen
Selectie:
- IJzeren Kruis 1914, 1e Klasse[5][2][8][10] en 2e Klasse (1915[2][10])
- Ehrendegen des Reichsführers-SS[8][5][10]
- SS-Ehrenring[5][10]
- Erekruis voor Frontstrijders in de Wereldoorlog[8] in 1935[2][10]
- Dienstonderscheiding van de Politie, 1e Klasse (25 dienstjaren) in 1938[2][10]
- Kruis voor Oorlogsverdienste, 1e Klasse[5] (20 april 1943[2][10]) en 2e Klasse (1940[2]) met Zwaarden

## Publicaties
- (de)  Riege, Paul, Lautenschläger, Karl. Polizei: Schutz, Ordnung, Sicherheit; Dienstliche Winke für den Straßenpolizeibeamten. (Kameradschaft, Berlin 1942).
- (de)  Riege, Paul. Kleine Polizei-Geschichte. 1966. ISBN 9783801610180.

## Afkortingen
- (BdO) Bevelhebber der Ordnungspolizei - vrije vertaling: Bevelhebber van de Ordepolitie
- (KdS) Kommandeur der Schutzpolizei - vrije vertaling: Commandant van de Beschermingspolitie
- (IdO) Inspecteur der Ordnungspolizei - vrije vertaling: Inspecteur van de Ordepolitie